# Mai Aizawa
Mai Aizawa (相沢舞 Aizawa Mai, nascuda el 21 d'agost del 1981 a Tòquio) és una seiyuu i cantant japonesa. Treballa per Aoni Production. Alguns dels seus papers més destacats inclouen el de Ayano Minegishi a Lucky ☆ Star, Natsumi Murakami a Negima! i Mio Naganohara a Nichijou. També va interpretar cançons temàtiques per a l'espectacle de varietats Gyōkai yōgo no kiso chishiki dan mitsu on'na gakuen.
El 2013, Aizawa va treure el seu primer álbum titulat Moi, la portada del qual fou il·lustrada pel creador de Negima, Ken Akamatsu.

## Filmografia

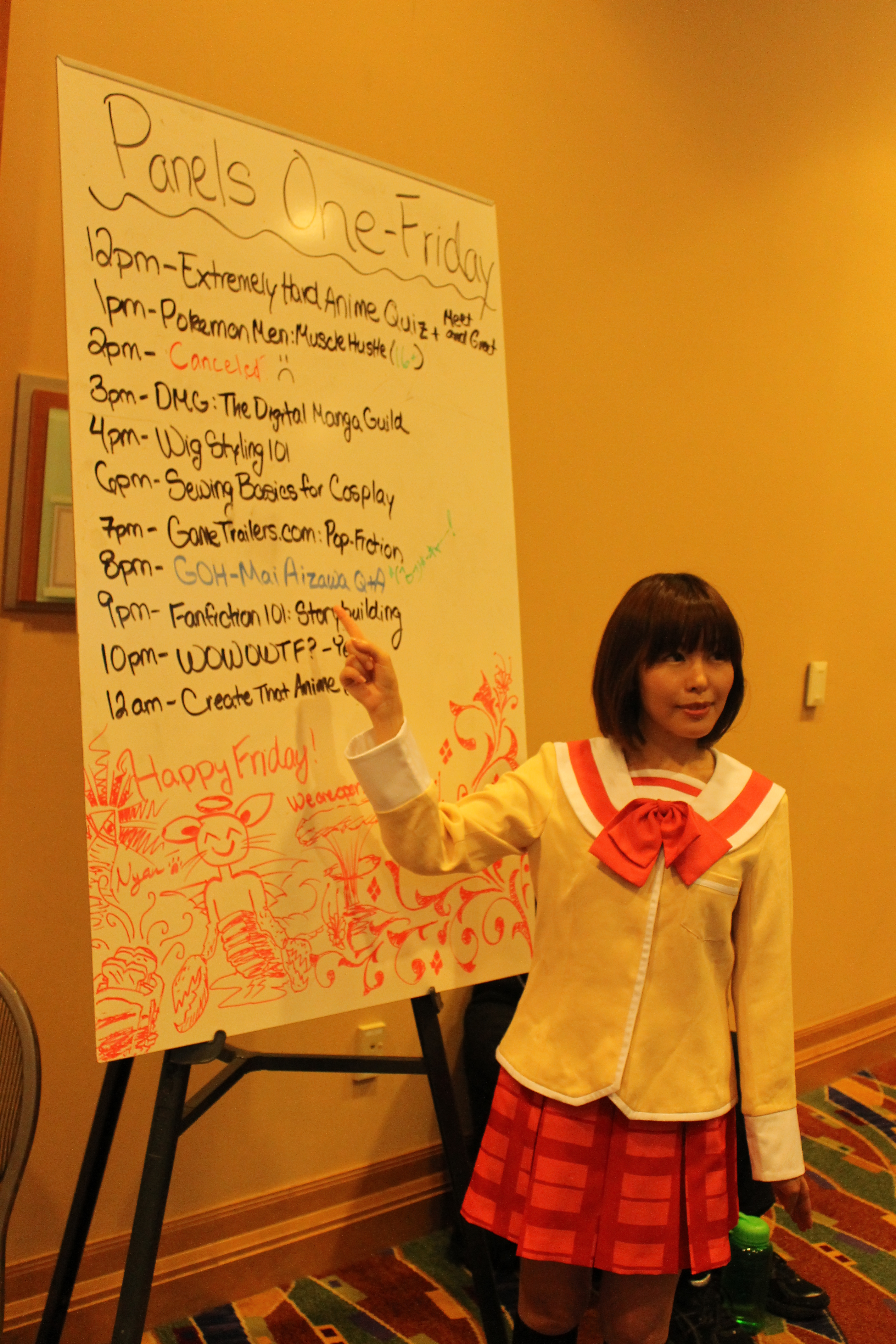
Mai Aizawa al FanimeCon del 2012.

### Anime
| Any       | Sèries                                                | Rol               | Notes                                      | Font  |
| --------- | ----------------------------------------------------- | ----------------- | ------------------------------------------ | ----- |
| 2003      | Bobobo-bo Bo-bobo                                     | Kopatchi          |                                            |       |
| 2004-2005 | Morizo and Kiccoro (モリゾーとキッコロ)               | Owl, Fox          | TV show featuring the mascots of Expo 2005 |       |
| 2005      | Air                                                   | Girl              | Ep. 9                                      | [ 4 ] |
| 2005-2011 | Negima!                                               | Natsumi Murakami  | Also OVAs, Final                           |       |
| 2005      | Negima!?                                              | Natsumi Murakami  |                                            |       |
| 2006      | Ring ni Kakero 1: Nichibei Kessen Hen                 | Kathryn           |                                            |       |
| 2007      | Lucky Star                                            | Ayano Minegishi   |                                            |       |
| 2007      | Dennō Coil                                            | Kanna             |                                            |       |
| 2007      | Clannad                                               | Rie Nishina       |                                            |       |
| 2008      | Rosario + Vampire                                     | Student           | Ep. 3                                      |       |
| 2008      | Clannad After Story                                   | Rie Nishina       |                                            |       |
| 2008      | Ga-Rei: Zero                                          | Ayame Jinguuji    |                                            |       |
| 2009      | Sora o Miageru Shōjo no Hitomi ni Utsuru Sekai        | Yumemi Hidaka     | Munto TV series                            |       |
| 2009      | Tenjōbito to Akutobito Saigo no Tatakai               | Yumemi Hidaka     | Munto follow-up movie                      |       |
| 2009      | Kofun gal no Coffy Campus life (ja:古墳GALのコフィー) | Coffy             | OVA series                                 |       |
| 2009-2010 | Kiddy Girl-and                                        | Alisa             |                                            |       |
| 2010      | Asobi ni Iku yo!                                      | Arisa Oshiro      |                                            |       |
| 2010-2011 | Pokémon: Black & White                                | Minccino          |                                            |       |
| 2010      | Super Robot Wars Original Generation: The Inspector   | Sawa Adzuki       |                                            |       |
| 2011      | Nichijou                                              | Mio Naganohara    |                                            |       |
| 2011      | Fujirogu (ja:フジログ)                                | Mieko Noguchi     |                                            |       |
| 2011      | Sket Dance                                            | Ayumi Kuramoto    | ep. 10                                     |       |
| 2011      | Yuru Ani Zero (ja:汐留ケーブルテレビ)                 | Kyoko Hitobashira |                                            |       |
| 2011      | Cross Fight B-Daman                                   | Shumon Katsukyu   |                                            |       |
| 2011      | Future Diary                                          | Minene Uryū       |                                            |       |
| 2012      | Dumomo to Nupepe (ja:ズモモとヌペペ)                  | Nupepe            |                                            |       |
| 2012      | Shining Hearts: Shiawase no Pan                       | Neris             |                                            |       |
| 2013      | Jewelpet Happiness                                    | Ruruka Hanayama   |                                            |       |
| 2014      | Tokyo ESP                                             | Kobushi Kuoi      |                                            |       |
| 2014      | Denkigai no Honya-san                                 | Kemeko            |                                            |       |

### Video jocs
| Any  | Sèries                                                                              | Rol                                        | Notes         | Font  |
| ---- | ----------------------------------------------------------------------------------- | ------------------------------------------ | ------------- | ----- |
| 2005 | Mahou-sensei Negima! 1Jikanme (魔法先生ネギま！ 1時間目 お子ちゃま先生は魔法使い！) | Natsumi Murakami                           | PlayStation 2 | [ 3 ] |
| 2005 | Sotsugyou Next Graduation                                                           | Joshi A                                    | Windows       | [ 3 ] |
| 2005 | Shirogane no Torikago                                                               | Ketexi                                     | PlayStation 2 | [ 3 ] |
| 2006 | Rune Factory: A Fantasy Harvest Moon                                                | Lapis                                      |               | [ 4 ] |
| 2007 | Wonderland Online: Ankoku no kinjutsu                                               | Rachel                                     | Windows       | [ 3 ] |
| 2008 | Lucky Star: Ryōō Gakuen Ōtōsai                                                      | Ayano Minegishi                            | PlayStation 2 | [ 3 ] |
| 2008 | Super Robot Wars Z                                                                  | Mel Beater                                 |               | [ 4 ] |
| 2008 | Yakuza] series                                                                      |                                            |               | [ 4 ] |
| 2008 | Suikoden Tierkreis                                                                  | Lycia                                      |               | [ 4 ] |
| 2010 | Valkyria Chronicles 2                                                               | Vicky Baytear, Marion Siegbahn             | PSP           | [ 5 ] |
| 2013 | Armored Hunter Gunhound DX 機装猟兵ガンハウンドＥＸ                                 | Sofia Pisarro                              | PSP, Windows  |       |
| 2013 | Shining Ark                                                                         | Shannon Milfy (シャノン・ミルフィ)         | PSP           |       |
| 2013 | Dead or Alive 5 Ultimate Arcade                                                     | Marie Rose                                 |               |       |
| 2013 | The Legend of Heroes: Trails of Cold Steel                                          | Celine                                     | PS3           |       |
| 2014 | CV: Casting Voice (ja:CV 〜キャスティングボイス〜)                                  | Idzuki Yao                                 | PS3           |       |
| 2015 | Kemono Friends (けものフレンズ)                                                     | Hipparion                                  | Phone app     |       |
| 2015 | Bravely Second: End Layer                                                           | Edea Lee                                   | Nintendo 3DS  |       |
| 2015 | Princess Rush R (プリンセスラッシュ R)                                              | Ririetta, Phelios (リリエッタ、フェリオス) | Phone app     |       |
| 2016 | Dead or Alive Xtreme 3                                                              | Marie Rose                                 |               |       |
| 2017 | Warriors All-Stars                                                                  | Marie Rose                                 |               |       |
| 2019 | Dead or Alive 6                                                                     | Marie Rose                                 |               | [ 6 ] |

## Discografia

### Àlbums
| Data de llançament | Títol    | Número de catalogació (Japó) | Oricon |
| Màxima posició     | Setmanes |                              |        |
| ------------------ | -------- | ---------------------------- | ------ |
| 27 de març de 2013 | Moi      | VIZL-531                     | 162    |

### Senzills
| Data de llançament | Títol | Número de catalogació (Japó) | Oricon |
| Màxima posició     | Setmanes |                              |        |
| ------------------ | --- | ---------------------------- | ------ |
| 10 d'agost de 2011 | "Mio no kapu tte kapu tte moe chigire" (みおのカプってカプって萌えちぎれ, The Torn Moe – Kapu – Capsule of Mio) (Nichijou] character songs 4) | LACM-4837                    | 107    |
| 27 de maig de 2009 | "ユメミタソラ" (Yumemitasora) | LACM-4614                    |        |

### CD de sèries
| Títol                          | Rol             | Notes | Font  |
| ------------------------------ | --------------- | ----- | ----- |
| CLANNAD Vol.1: Nagisa Furukawa | Rie Nishina     |       |       |
| Lucky Star Drama CD            | Ayano Minegishi |       | [ 4 ] |